# Goszczyn (gmina)
Pour les articles homonymes, voir Goszczyn.
Goszczyn est une gmina rurale (gmina wiejska) du powiat de Grójec dans la Voïvodie de Mazovie, dans le centre-est de la Pologne.
Son siège administratif est le village de Goszczyn, qui se situe environ 16 kilomètres au sud de Grójec (siège de la powiat) et 55 kilomètres au sud de Varsovie (capitale de la Pologne).
La gmina couvre une superficie de 56,99 km2 pour une population de 2 943 habitants en 2006.

## Histoire
De 1975 à 1998, la gmina est attachée administrativement à la voïvodie de Radom. Depuis 1999, elle fait partie de la voïvodie de Mazovie.

## Géographie
La gmina inclut les villages et les localités de :
- Bądków
- Bądków-Kolonia
- Długowola
- Goszczyn
- Jakubów
- Józefów
- Modrzewina
- Nowa Długowola
- Olszew
- Romanów
- Sielec

### Gminy voisines
La gmina de Goszczyn est voisine des gminy suivantes :
- Belsk Duży
- Jasieniec
- Mogielnica
- Promna

## Structure du terrain
D'après les données de 2002, la superficie de la commune de Goszczyn est de 56.99 km², répartis comme tel :
- terres agricoles : 92 %
- forêts : 3 %

La surface de la gmina représente 4,12 % de la powiat

## Démographie
Données du 30 juin 2004 :
| description        | Total  | Total | Femmes | Femmes | Hommes | Hommes |
| ------------------ | ------ | ----- | ------ | ------ | ------ | ------ |
| Unité              | Nombre | %     | Nombre | %      | Nombre | %      |
| population         | 2 935  | 100   | 1 425  | 48,6   | 1 510  | 51,4   |
| Densité (hab./km²) | 51,5   | 51,5  | 25     | 25     | 26,5   | 26,5   |